# John T. Cutting

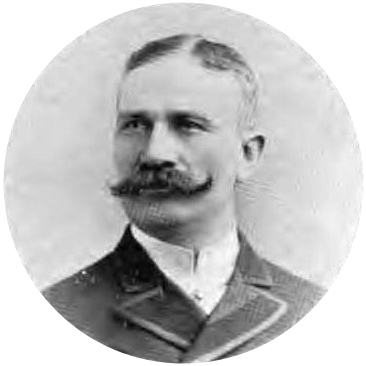
John T. Cutting, 1892

John Tyler Cutting (* 7. September 1844 in Westport, Essex County, New York; † 24. November 1911 in Toronto, Kanada) war ein US-amerikanischer Politiker. Zwischen 1891 und 1893 vertrat er den Bundesstaat Kalifornien im US-Repräsentantenhaus.

## Werdegang
John Cutting wurde mit zehn Jahren zum Waisenkind. In den Jahren 1855 bis 1860 lebte er in den  Staaten Wisconsin und Illinois, wo er die öffentlichen Schulen besuchte. Außerdem arbeitete er damals auf einer Farm und als Handelsangestellter. Während des Bürgerkrieges diente er in Taylor’s Chicago Battery, die zum Heer der Union gehörte. Im Jahr 1877 zog Cutting nach Kalifornien, wo er unter anderem im Obsthandel arbeitete. In seiner neuen Heimat wurde er Mitglied der Nationalgarde und Mitbegründer der kalifornischen Küstenwache. Später wurde er Brigadegeneral in dieser Einheit. Gleichzeitig schlug er als Mitglied der Republikanischen Partei eine politische Laufbahn ein.
Bei den Kongresswahlen des Jahres 1890 wurde Cutting im vierten Wahlbezirk von Kalifornien in das US-Repräsentantenhaus in Washington, D.C. gewählt, wo er am 4. März 1891 die Nachfolge von William W. Morrow antrat. Da er im Jahr 1892 auf eine weitere Kandidatur verzichtete, konnte er bis zum 3. März 1893 nur eine Legislaturperioden im Kongress absolvieren. Nach dem Ende seiner Zeit im US-Repräsentantenhaus ließ sich Cutting in New York City nieder, wo er sich für die aufkommende Autoindustrie interessierte. 1907 zog er in seinen Geburtsort Westport. Er starb am 24. November 1911 während einer Reise nach Kanada und wurde in Westport beigesetzt.